# Weigeltaspis
 (avril 2024).
Famille
Genre
Weigeltaspis est un genre fossile de poissons agnathes hétérostracans connu du Silurien supérieur au Dévonien inférieur. 

## Description
Les fossiles sont connus principalement dans les strates marines du Dévonien inférieur d’Europe et du Canada. Des fragments et des plaques désarticulées de ce qui pourrait être du Weigeltaspis sont connus dans les strates marines du Silurien supérieur de l'Arctique canadien. De rares fossiles articulés, ainsi que l'anatomie générale de ses plaques suggèrent que les animaux vivants étaient, au moins superficiellement, similaires aux psammosteidés. Certaines autorités, comme Beverly Halstead, les placent au sein de Psammosteida. Parce que l'ornementation sur les plaques et les écailles est très similaire à l'ornementation vue sur les plaques et les écailles de Traquairaspis au point de confusion constante, d'autres autorités suivent l'exemple de Dmitri Obruchev (d) et placent Weigeltaspis parmi les Traquairaspidiformes. D'autres autorités encore ne sont convaincues d'aucune des deux parties et suivent plutôt l'exemple de Denison en traitant simplement Weigeltaspis comme incertae sedis.

## Liste des espèces
- †Weigeltaspis alta Brotzen, 1933 - espèce type
- †Weigeltaspis brotzeni Tarlo, 1964
- †Weigeltaspis godmani Tarlo, 1964
- †Weigeltaspis heintzi Tarlo, 1964

Selon Paleobiology Database (21 avril 2024) ce genre n'est représenté par aucune espèce.

## Classification
Le nom valide complet (avec auteur) de ce taxon est Weigeltaspis Brotzen (d), 1933.

## Publication originale
- (de) Fritz Brotzen, « Weigeltaspis nov. gen. und die Phylogenie der Pauzer Heterostraci », Sonderabdruck Forstwissenschaftliches Centralblatt, vol. 12,‎ janvier 1933